# Ахтерин
Ахтерин (араб. أخترين‎) — небольшой город на северо-западе Сирии, расположенный на территории мухафазы Халеб. Входит в состав района Аазаз. Является административным центром одноимённой нахии.

## Географическое положение
Город находится в северной части мухафазы, вблизи границы с Турцией, на высоте 473 метров над уровнем моря.

Ахтерин расположен на расстоянии приблизительно 30 километров к северо-востоку от Халеба, административного центра провинции и на расстоянии 340 километров к северо-северо-востоку (NNE) от Дамаска, столицы страны.

## Население
По данным официальной переписи 2004 года численность населения города составляла 5305 человек.

## Транспорт
Ближайший гражданский аэропорт расположен в городе Халеб.